# Aleksy (Bielkowski)
Aleksy, imię świeckie Piotr Filippowicz Bielkowski (ur. 2 grudnia?/14 grudnia 1841 we wsi Rożdiestwieno na terenie kaszyrskiego ujezdu guberni tulskiej, zm. 18 października 1937 w Wielkim Ustiugu) – rosyjski biskup i święty prawosławny.

## Życiorys
Był synem wiejskiego kapłana prawosławnego. W 1864 ukończył seminarium duchowne w Tule. 5 marca 1867, jako mężczyzna żonaty, został wyświęcony na kapłana. Służył w cerkwi św. Michała Archanioła przy przytułku św. Michała w Tule, zaś od 1874 także katechetą w miejscowej szkole. W 1886 przeszedł do pracy duszpasterskiej w cerkwi św. Aleksandra Newskiego w Tule i służył tam do 1897. Znany był jako bezinteresowny duszpasterz, zaangażowany w prace dobroczynne, osobiście wspierający materialnie ubogich. W 1897 został odznaczony Orderem św. Anny III stopnia oraz otrzymał godność protoprezbitera. Również w 1897, po śmierci żony, złożył wieczyste śluby mnisze z imieniem Aleksy. Rok później otrzymał godność archimandryty i został przełożonym monasteru Przemienienia Pańskiego w Starej Russie, obowiązki te pełnił przez sześć lat.
5 września 1904 został wyświęcony na biskupa wielkoustiuskiego, wikariusza eparchii wołogodzkiej, przez arcybiskupów nowogrodzkiego i staro-ruskiego Guriasza, fińskiego i wyborskiego Mikołaja, biskupów kiszyniowskiego Włodzimierza, wołogodzkiego Aleksego, jamburskiego Sergiusza, gdowskiego Cyryla. Po dwóch latach biskup Aleksy na własną prośbę odszedł w stan spoczynku, powołując się na swój podeszły wiek i zły stan zdrowia. W 1909 ponownie został wikariuszem eparchii wołogodzkiej z tytułem biskupa wielkoustiuskiego i ust'-wymskiego. Służył do 1924, gdy ponownie został przeniesiony w stan spoczynku. Żył przy cerkwi św. Szymona Słupnika w Wielkim Ustiugu, codziennie służył, po zamknięciu cerkwi przez władze radzieckie zamieszkał w stróżówce przy cerkwi św. Sergiusza z Radoneża w tym samym mieście.
W 1937 został aresztowany przez NKWD i w tym samym roku zmarł w więzieniu urządzonym w dawnym monasterze św. Michała Archanioła w Wielkim Ustiugu.
Jego syn Wasilij także został duchownym prawosławnym.
W 2000 Rosyjski Kościół Prawosławny kanonizował go jako jednego z Soboru Świętych Nowomęczenników i Wyznawców Rosyjskich.